# Warpath (Band)
Warpath ist eine Hamburger Power- und Thrash-Metal-Band, die im Jahr 1991 gegründet wurde und sich ca. 1996 auflöste. Seit 2014 ist die Band wieder aktiv, 2017 erschien ihr erstes Album seit dem Comeback.

## Geschichte
Die Band wurde im Jahr 1991 als Quintett gegründet und nahm kurz darauf im Masterplan Studio in Hildesheim ein erstes Demo auf. Durch das Demo und, nachdem sie mit zwei Liedern auf dem West-Virginia-Records-Sampler Cries of the Unborn zu hören war, erreichte sie einen Vertrag bei diesem Label. Im Jahr 1992 erschien das von Andy Classen im Stage One Studio aufgenommene Debütalbum When War Begins… Truth Disappears. Als Gastmusiker sind hierauf Conrad Lant und Sabina Classen zu hören. Auf dem Tonträger ist auch eine Coverversion des Venom-Liedes Black Metal enthalten. Nach der Veröffentlichung verließen die beiden Gitarristen Thomas „Schrödey“ Schröder und Robert „Ozzy“ Frese die Besetzung, um Classens neuer Band Temple of the Absurd beizutreten. Als Ersatz kam mit Jan „Jannick“ Lamprecht lediglich ein Gitarrist zur Band. Im Herbst 1992 ging es auf Tour mit Holy Moses und Incubator durch die Niederlande, Deutschland und Belgien. Nach der Veröffentlichung des Albums Massive, das ebenfalls von Andy Classen im Stage One Studio aufgenommen worden war, im Jahr 1993 bei Steamhammer Records, worauf unter anderem auch das Carnivore-Lied Race War zu hören ist, folgten einige vereinzelte Konzerte und Festivalauftritte, jedoch keine Tour. 1994 erschien das dritte Album Against Everyone, das Ende 1993/Anfang 1994 von Andy Classen aufgenommen worden war. Im Frühjahr ging es zusammen mit Sodom auf Tour durch die Schweiz, Deutschland und Österreich. Im Herbst folgte eine Europatournee zusammen mit Gorefest und Forbidden. Sie dauerte zwei Monate an und schloss Auftritte in Deutschland, Dänemark, Tschechien, Polen, Österreich, Belgien, Frankreich, Spanien und Portugal ein. Bei der Tour war Michi Schluseneck, ein Freund der Band, als neuer Gitarrist in Warpath vertreten. Nach bandinternen Streitigkeiten, die fast in einer Schlägerei endeten, verließ der Sänger Dirk „Dicker“ Weiss die Band und wurde durch Arnie ersetzt. Zudem kam Lamprecht als Gitarrist zurück zur Band. Daraufhin folgte das nächste Album Kill Your Enemy im Jahr 1996. Das Album wurde unter der Leitung von Wolfgang Stach in Hannover aufgenommen. Nach einer Tournee zusammen mit The Exploited kam es zur Auflösung der Band. 1997 gründete Weiss zusammen mit Andy Classen die Band Richthofen. Michi Schluseneck und Maurer waren dann in der Band Niederschlag aktiv.
Im Spätsommer 2014 begann die Band mit den Plänen zu einer Wiedervereinigung und Konzerten im Jahr 2015, u. a. dem Metal Bash.
Die Gruppe bestand zu diesem Zeitpunkt aus dem Bassisten Maurer, dem Sänger Weiss, dem Schlagzeuger Krid und dem Gitarristen Steve. Der Sänger Arnie ist in der Zwischenzeit verstorben. Auf dem am 13. Januar 2017 erschienenen Album Bullets for a Desert Session ist von der Reunion-Besetzung nur noch Sänger Dirk „Dicker“ Weiss dabei. Ergänzt wurde er von Norman Rieck (Schlagzeug), Flint Razorhead (E-Gitarre) und Sören Meyer (E-Bass). Es folgten weitere Live-Auftritte wie 2017 auf dem Wacken Open Air. Auf dem 2018er Album Filthy Bastard Culture befinden sich zwei Titel, die von der Band eigens für das internationale Science-Fiction-Film-Projekt Violent Starr geschrieben wurden. Das Album war von Eike O. Freese in den Hamburger Chameleon Studios abgemischt und gemastert worden.

## Stil
Matthias Breusch vom Rock Hard hatte bei seiner Besprechung des Debüts noch das melodische und „differenzierte“ Demo in Erinnerung, empfand den rauen und rüden zum Thrash Metal neigenden Power Metal aber nicht als unangenehm. Holger Stratmann bezeichnete in der Rock Hard Enzyklopädie die Musik der Band als Neo-Thrash. When War Begins… habe noch „relativ gemäßigte Power Metal-Klänge“ enthalten. Im Laufe der Karriere habe man sich jedoch immer mehr vom Power Metal weg, hin zum brutalen Thrash Metal gewandt. Laut thethrashmetalguide.com spielt die Band auf When War Begins… Truth Disappears Thrash Metal im mittleren Geschwindigkeitsbereich, vergleichbar mit der Musik von Cerebral Fix, wobei die Riffs von Warpath jedoch langsamer und aggressiver seien. Die Lieder, die meist eine Länge von sechs bis sieben Minuten hätten, seien recht lang. Auf Kill Your Enemy hebe man die Geschwindigkeit an. Im Lied Die Maschine höre man Einflüsse aus dem Doom Metal heraus, während man Sign of Hard Times dem Crossover zuordnen könne.
In den Werbeanzeigen setzte die neue Plattenfirma auf ein negatives Image und pries Massive an als „brutaler, fieser Hate Metal“. Als „textlich […] extrem und leicht mißverständlich“ charakterisierte Oliver Recker im Metal Hammer die vom Sänger Weiss verfassten Texte, die hauptverantwortlich dafür seien, dass das Album Against Everyone „vor negativer, haßerfüllter Energie nur so strotzt“. Weiss erklärte, er schreibe zwar in der Ich-Form, meine damit aber nicht zwangsläufig sich selbst: „Häufig versetze ich mich in eine Person hinein, die ich kennengelernt habe und berichte davon, wie diese mit mir umgegangen ist.“

## Bandmitglieder

Warpath live auf dem Metal Frenzy 2018 in Gardelegen
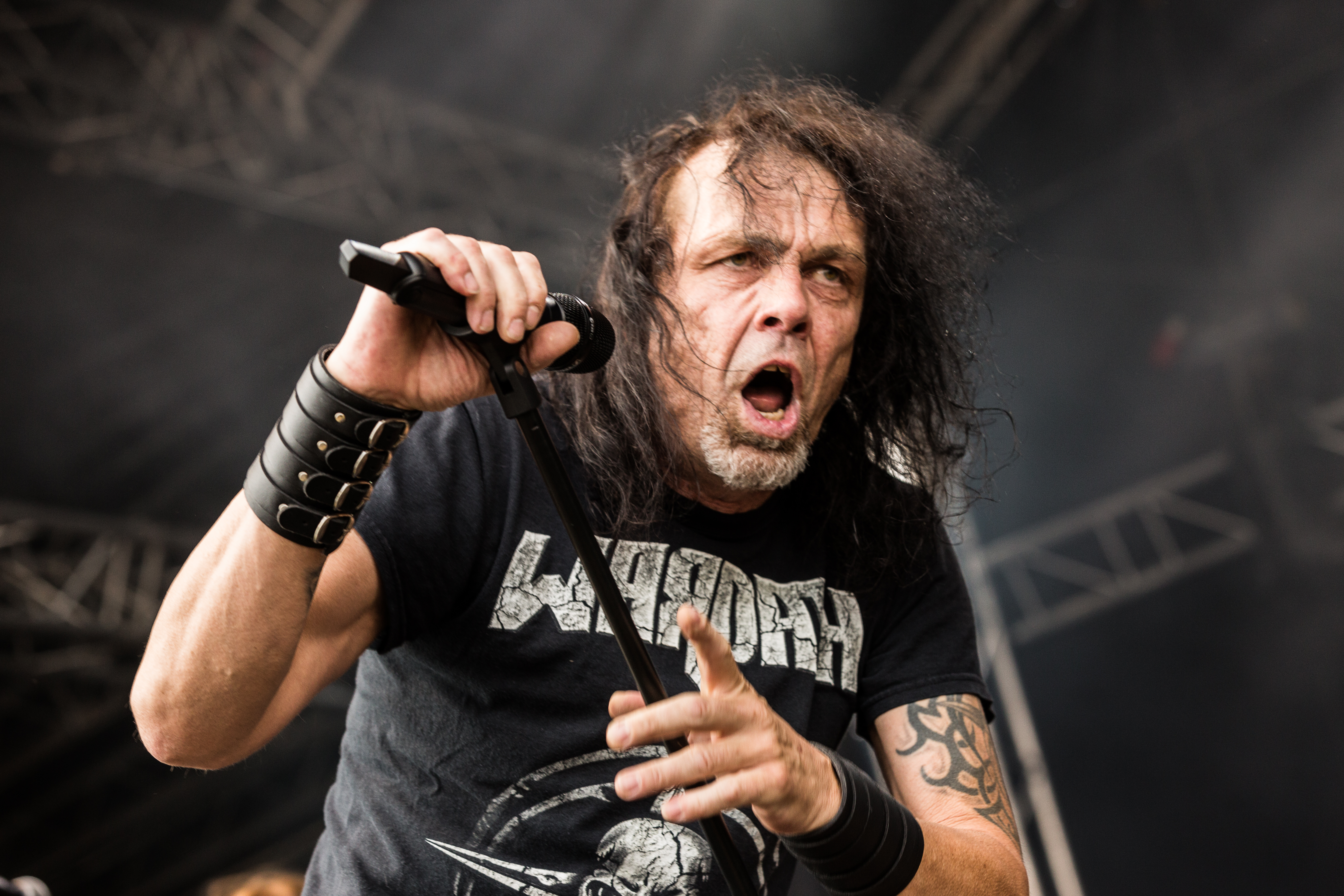
Sänger Dirk Weiss
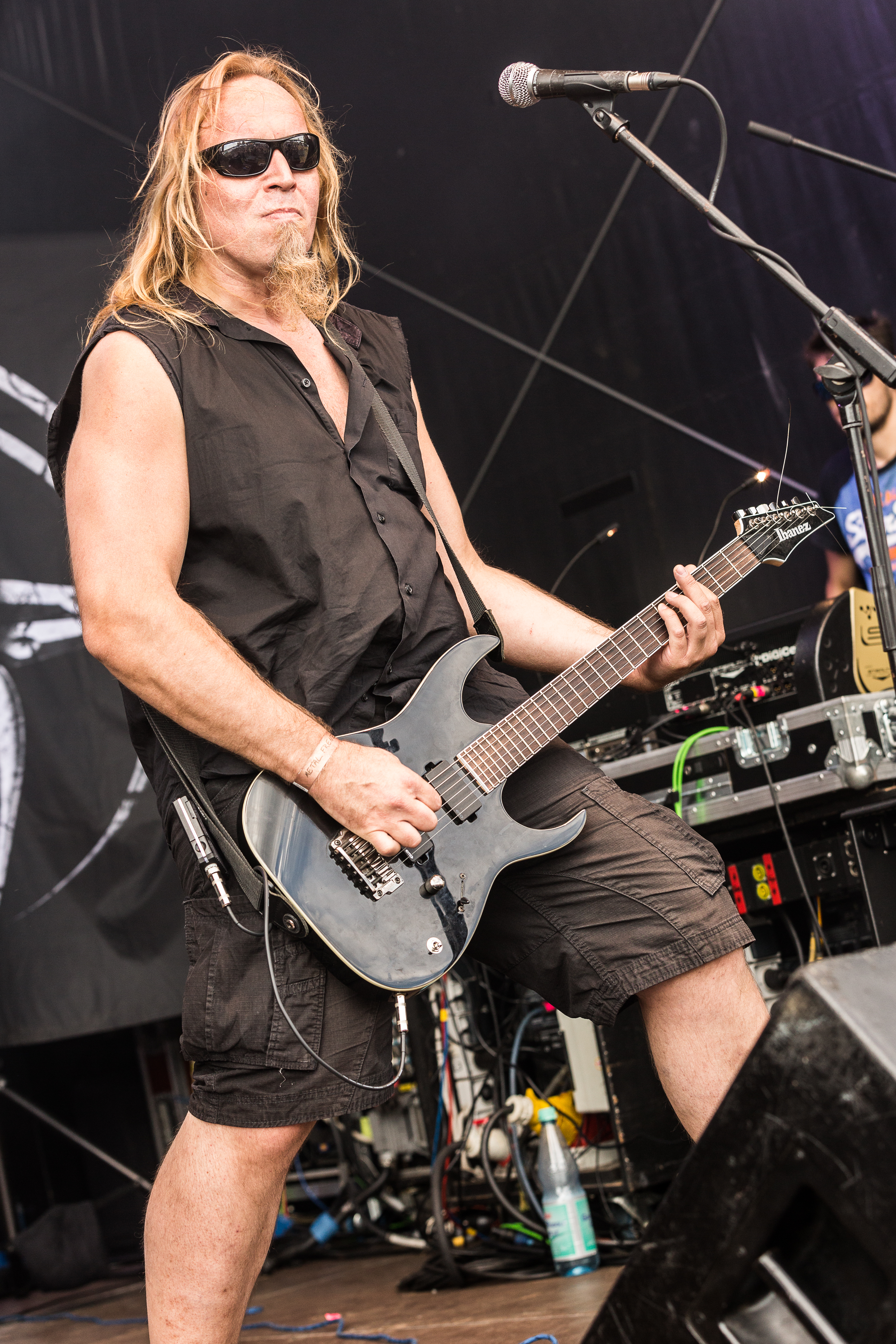
Gitarrist Flint Razorhead
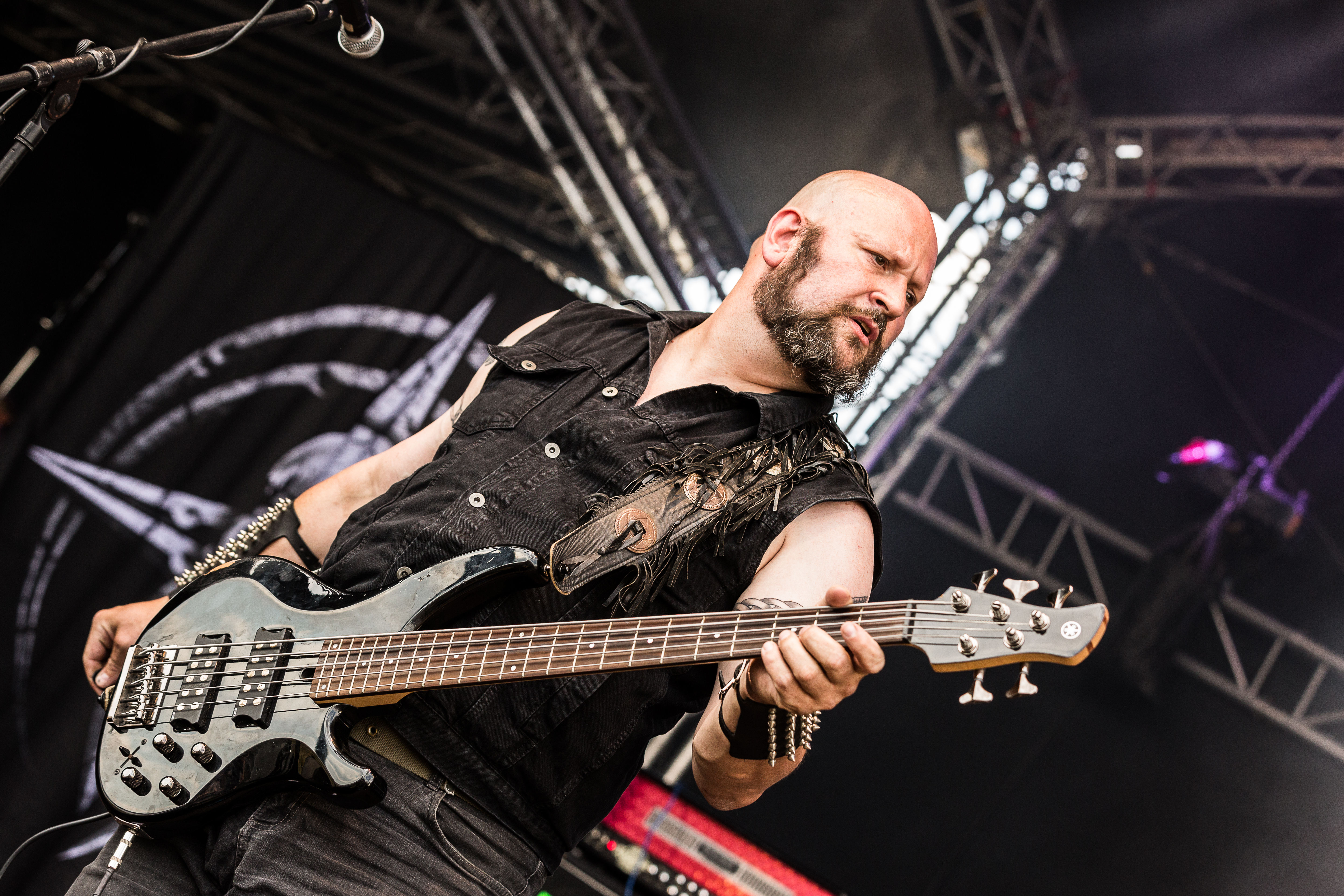
Bassist Sören Meyer
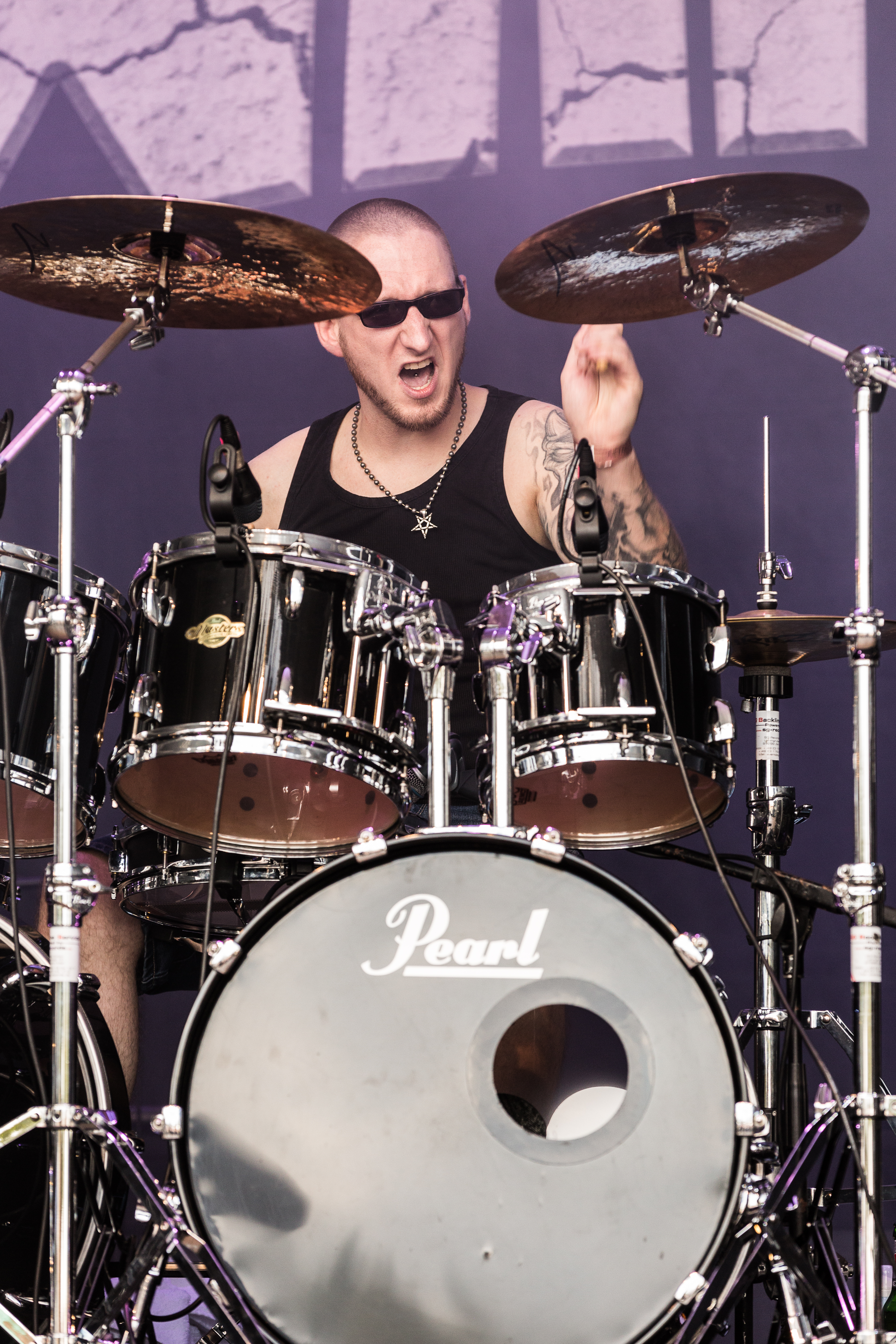
Schlagzeuger Norman Rieck

## Diskografie
- 1992: When War Begins… Truth Disappears (Album, West Virginia Records)
- 1993: Massive (Album, Steamhammer Records)
- 1994: Against Everyone (Album, Steamhammer Records)
- 1996: Kill Your Enemy (Album, Steamhammer Records)
- 2017: Bullets for a Desert Session (Album, Massacre Records)
- 2018: Filthy Bastard Culture (Album, Massacre Records)
- 2022: Disharmonic Revelations (Album, Massacre Records)